# Mistrzostwa Świata w Wioślarstwie 2008 – dwójka bez sternika wagi lekkiej mężczyzn
Dwójka bez sternika wagi lekkiej mężczyzn (LM2-) – konkurencja rozgrywana podczas Mistrzostw Świata w Wioślarstwie 2008 w Linz między 22 a 27 lipca.

## Harmonogram konkurencji
| Wydarzenie               | Runda         |
| ------------------------ | ------------- |
| Wtorek, 22 lipca 2008    | Eliminacje    |
| Środa, 23 lipca 2008     | Repasaże      |
| Piątek, 25 lipca 2009    | Półfinały A/B |
| Niedziela, 27 lipca 2009 | Finał C       |
| Niedziela, 27 lipca 2009 | Finał B       |
| Niedziela, 27 lipca 2009 | Finał A       |

## Medaliści
| Złoto                                           | Srebro                                           | Brąz                                     |
| Grecja · Nikolaos Gundulas · Apostolos Gundulas | Włochy · Andrea Caianiello · Armando Dell’Aquila | Serbia · Goran Nedeljković · Miloš Tomić |

## Wyniki

### Eliminacje
Reguła kwalifikacji: 1-2 → PA/B, 3.. → R

#### Eliminacje 1
| Miejsce | Zawodnik                                  | Kraj          | Czas    | Uwagi |
| ------- | ----------------------------------------- | ------------- | ------- | ----- |
| 1       | Goran Nedeljković Miloš Tomić             | Serbia        | 6:38,96 | PA/B  |
| 2       | Andrea Caianiello Armando Dell’Aquila     | Włochy        | 6:40,15 | PA/B  |
| 3       | Richard Beaumont Todd Petherick           | Nowa Zelandia | 6:44,53 | R     |
| 4       | Christian Scherhag Björn Steinfurth       | Niemcy        | 6:46,81 | R     |
| 5       | Juliusz Madecki Paul Ruttmann             | Austria       | 6:51,79 | R     |
| 6       | Sergio Perez Moreno Javier Gonzalez Nieto | Hiszpania     | 6:54,87 | R     |

#### Eliminacje 2
| Miejsce | Zawodnik                          | Kraj              | Czas    | Uwagi |
| ------- | --------------------------------- | ----------------- | ------- | ----- |
| 1       | Daniel Harte Chris Bartley        | Wielka Brytania   | 6:41,07 | PA/B  |
| 2       | John Nichols Alexander Rothmeier  | Stany Zjednoczone | 6:41,17 | PA/B  |
| 3       | Yu Kataoka Yoshinori Sato         | Japonia           | 6:43,70 | R     |
| 4       | Vlastimil Čabla Adam Kapa         | Czechy            | 6:46,78 | R     |
| 5       | Anders Christensen Kasper Winther | Dania             | 6:47,03 | R     |

#### Eliminacje 3
| Miejsce | Zawodnik                             | Kraj       | Czas    | Uwagi |
| ------- | ------------------------------------ | ---------- | ------- | ----- |
| 1       | Nikolaos Gundulas Apostolos Gundulas | Grecja     | 6:33,44 | PA/B  |
| 2       | Simon Niepmann Mario Gyr             | Szwajcaria | 6:37,14 | PA/B  |
| 3       | Michaił Bielikow Siergiej Bukriejew  | Rosja      | 6:46,21 | R     |
| 4       | Arnoud Greidanus Roeland Lievens     | Holandia   | 6:51,73 | R     |
| 5       | Richard Coakley Eugene Coakley       | Irlandia   | 7:11,76 | R     |

### Repasaże
Reguła kwalifikacji: 1-3 → PA/B, 4... → FC

#### Repasaże 1
| Miejsce | Zawodnik                                  | Kraj          | Czas    | Uwagi |
| ------- | ----------------------------------------- | ------------- | ------- | ----- |
| 1       | Michaił Bielikow Siergiej Bukriejew       | Rosja         | 6:46,47 | PA/B  |
| 2       | Richard Coakley Eugene Coakley            | Irlandia      | 6:48,27 | PA/B  |
| 3       | Richard Beaumont Todd Petherick           | Nowa Zelandia | 6:49,24 | PA/B  |
| 4       | Vlastimil Čabla Adam Kapa                 | Czechy        | 6:53,08 | FC    |
| 5       | Sergio Perez Moreno Javier Gonzalez Nieto | Hiszpania     | 6:57,97 | FC    |

#### Repasaże 2
| Miejsce | Zawodnik                            | Kraj     | Czas    | Uwagi |
| ------- | ----------------------------------- | -------- | ------- | ----- |
| 1       | Arnoud Greidanus Roeland Lievens    | Holandia | 6:43,99 | PA/B  |
| 2       | Anders Christensen Kasper Winther   | Dania    | 6:46,58 | PA/B  |
| 3       | Juliusz Madecki Paul Ruttmann       | Austria  | 6:46,84 | PA/B  |
| 4       | Christian Scherhag Björn Steinfurth | Niemcy   | 6:48,91 | FC    |
| 5       | Yu Kataoka Yoshinori Sato           | Japonia  | 6:53,49 | FC    |

### Półfinały A/B
Reguła kwalifikacji: 1-3 → FA, 4... → FB

#### Półfinały A/B 1
| Miejsce | Zawodnik                         | Kraj            | Czas    | Uwagi |
| ------- | -------------------------------- | --------------- | ------- | ----- |
| 1       | Goran Nedeljković Miloš Tomić    | Serbia          | 6:47,43 | FA    |
| 2       | Arnoud Greidanus Roeland Lievens | Holandia        | 6:48,03 | FA    |
| 3       | Juliusz Madecki Paul Ruttmann    | Austria         | 6:51,46 | FA    |
| 4       | Richard Coakley Eugene Coakley   | Irlandia        | 6:53,43 | FB    |
| 5       | Daniel Harte Chris Bartley       | Wielka Brytania | 6:58,19 | FB    |
| 6       | Simon Niepmann Mario Gyr         | Szwajcaria      | 7:02,66 | FB    |

#### Półfinały A/B 2
| Miejsce | Zawodnik                              | Kraj              | Czas    | Uwagi |
| ------- | ------------------------------------- | ----------------- | ------- | ----- |
| 1       | Nikolaos Gundulas Apostolos Gundulas  | Grecja            | 6:44,55 | FA    |
| 2       | Andrea Caianiello Armando Dell’Aquila | Włochy            | 6:45,39 | FA    |
| 3       | Michaił Bielikow Siergiej Bukriejew   | Rosja             | 6:47,41 | FA    |
| 4       | Richard Beaumont Todd Petherick       | Nowa Zelandia     | 6:49,92 | FB    |
| 5       | Anders Christensen Kasper Winther     | Dania             | 6:51,11 | FB    |
| 6       | John Nichols Alexander Rothmeier      | Stany Zjednoczone | 6:56,78 | FB    |

### Finał C
| Miejsce | Zawodnik                                  | Kraj      | Czas    | Uwagi |
| ------- | ----------------------------------------- | --------- | ------- | ----- |
| 1       | Christian Scherhag Björn Steinfurth       | Niemcy    | 6:49,02 |       |
| 2       | Yu Kataoka Yoshinori Sato                 | Japonia   | 6:55,46 |       |
| 3       | Vlastimil Čabla Adam Kapa                 | Czechy    | 6:56,90 |       |
| 4       | Sergio Perez Moreno Javier Gonzalez Nieto | Hiszpania | 6:57,62 |       |

### Finał B
| Miejsce | Zawodnik                          | Kraj              | Czas    | Uwagi |
| ------- | --------------------------------- | ----------------- | ------- | ----- |
| 1       | Simon Niepmann Mario Gyr          | Szwajcaria        | 6:46,00 |       |
| 2       | Anders Christensen Kasper Winther | Dania             | 6:47,59 |       |
| 3       | Richard Coakley Eugene Coakley    | Irlandia          | 6:49,11 |       |
| 4       | Richard Beaumont Todd Petherick   | Nowa Zelandia     | 6:50,92 |       |
| 5       | John Nichols Alexander Rothmeier  | Stany Zjednoczone | 6:51,70 |       |
| 6       | Daniel Harte Chris Bartley        | Wielka Brytania   | 6:55,73 |       |

### Finał A
| Miejsce | Zawodnik                              | Kraj     | Czas    | Uwagi |
| ------- | ------------------------------------- | -------- | ------- | ----- |
|         | Nikolaos Gundulas Apostolos Gundulas  | Grecja   | 6:40,92 |       |
|         | Andrea Caianiello Armando Dell’Aquila | Włochy   | 6:42,88 |       |
|         | Goran Nedeljković Miloš Tomić         | Serbia   | 6:45,25 |       |
| 4       | Arnoud Greidanus Roeland Lievens      | Holandia | 6:48,15 |       |
| 5       | Michaił Bielikow Siergiej Bukriejew   | Rosja    | 6:50,39 |       |
| 6       | Juliusz Madecki Paul Ruttmann         | Austria  | 6:50,46 |       |